# Marché d'Orange
Le marché d'Orange est un marché hebdomadaire qui se tient tous les jeudis dans la ville depuis le début du XVe siècle. C'est l'un des plus anciens et des plus animés marchés de Provence. Il eut des débuts difficiles. Fondé par un prince d'Orange pour concurrencer celui de Carpentras, il fallut l'intervention d'un empereur du Saint-Empire romain germanique pour arbitrer et régler ce différend.

## Historique
|  |  |

En 1414, Louis II de Chalon-Arlay, prince d'Orange, fixe une date de marché dans sa ville qui concurrence celui de Carpentras. Pour régler ce différend commercial, il est fait appel à l'empereur Sigismond, qui a des droits de suzerain sur la Provence, la Principauté d'Orange et le Comtat Venaissin. Il confirme, en 1416, les privilèges du marché de Carpentras et ordonne de changer la date de celui de la cité des Princes. Mais il fallut attendre 1428 pour que Louis de Châlon rédigea une charte donnant au marché d'Orange ses privilèges.
Celui-ci devait se dérouler tous les jeudis, et non le vendredi comme celui de Carpentras et avait vocation à vendre des graines, des bestiaux et des volailles. En 1567, Guillaume Ier d'Orange-Nassau, dit le Taciturne, nouveau prince d'Orange, mit ses prix sous surveillance. Il édicta; « Aussi sera fait rapport chaque semaine et le lendemain du marché tenu en ville, par devers le greffier ordinaire qui en fera registre et livre exprès, du prix commun, pour lequel se vendront publiquement et par commun prix, les blés et autres denrées, par le maître du septier, et un autre qui à ce sera député, par les Consuls de la ville : afin aussi que ledit rapport serve à la vérification du prix commun desdites denrées ». 
Au fil du temps, le marché hebdomadaire évolua pour permettre aux paysans et commerçants locaux de vendre leurs surplus dont des soies, de la garance et de la mercerie. L'emplacement des étals fut réglementé. Le marché à la volaille se tenait rue de la Poulasserie, l'actuelle rue Notre-Dame, la place aux herbes, avant de devenir le lieu de vente des légumes, accueillit les poissonniers et les macelliers (bouchers) qui dépeçaient leur viande sur place. 

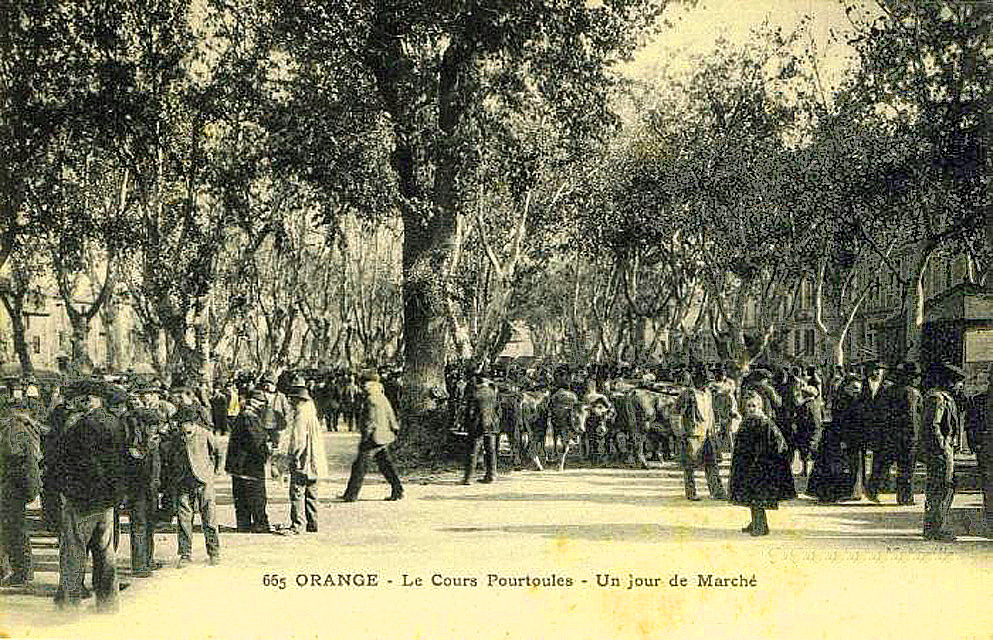
Marché sur le Cours Pourtoulès

Le déclin de la garance, concurrencée par les colorants synthétiques, fut compensé par le développement de la culture de la graine de luzerne. La qualité de la production qui y était vendue eut une grande renommée et développa un commerce important des graines fourragères à Orange.
D'autres marchés se développèrent puis périclitèrent à leur tour. La foire aux poulains, créée en 1922, pour remplacer les vieux chevaux de labour prit fin, face au machinisme agricole, en 1971. Elle était déjà concurrencée, depuis 1956, par la foire d’automne, commerciale, industrielle et agricole qui se déroulait au tout début sur le cours Saint-Martin avant d'être installée au parc des expositions. Elle a été interrompue en 2011, à la suite de sa mise en liquidation

Quelques produits sur le marché d'Orange
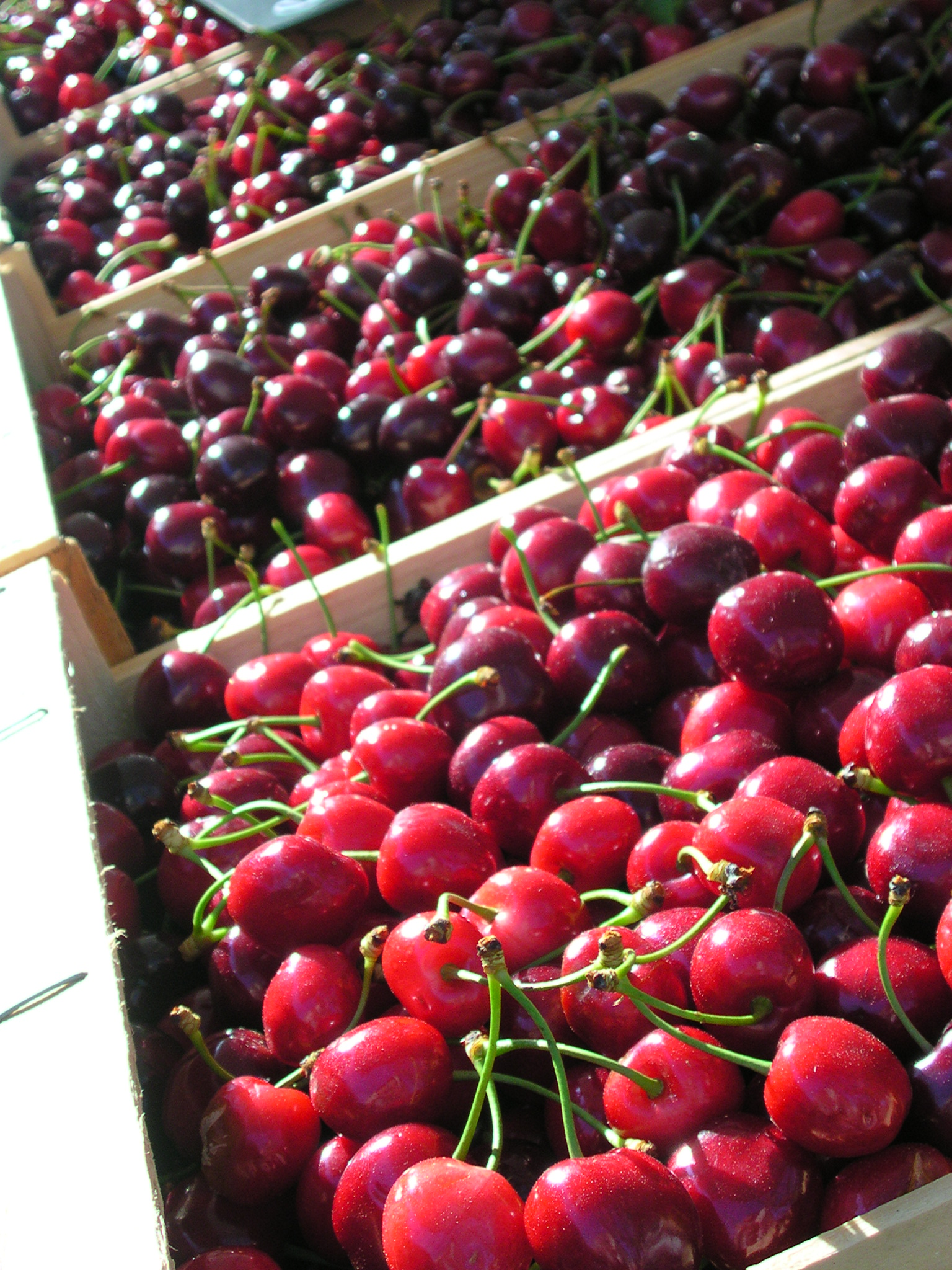
Cerises
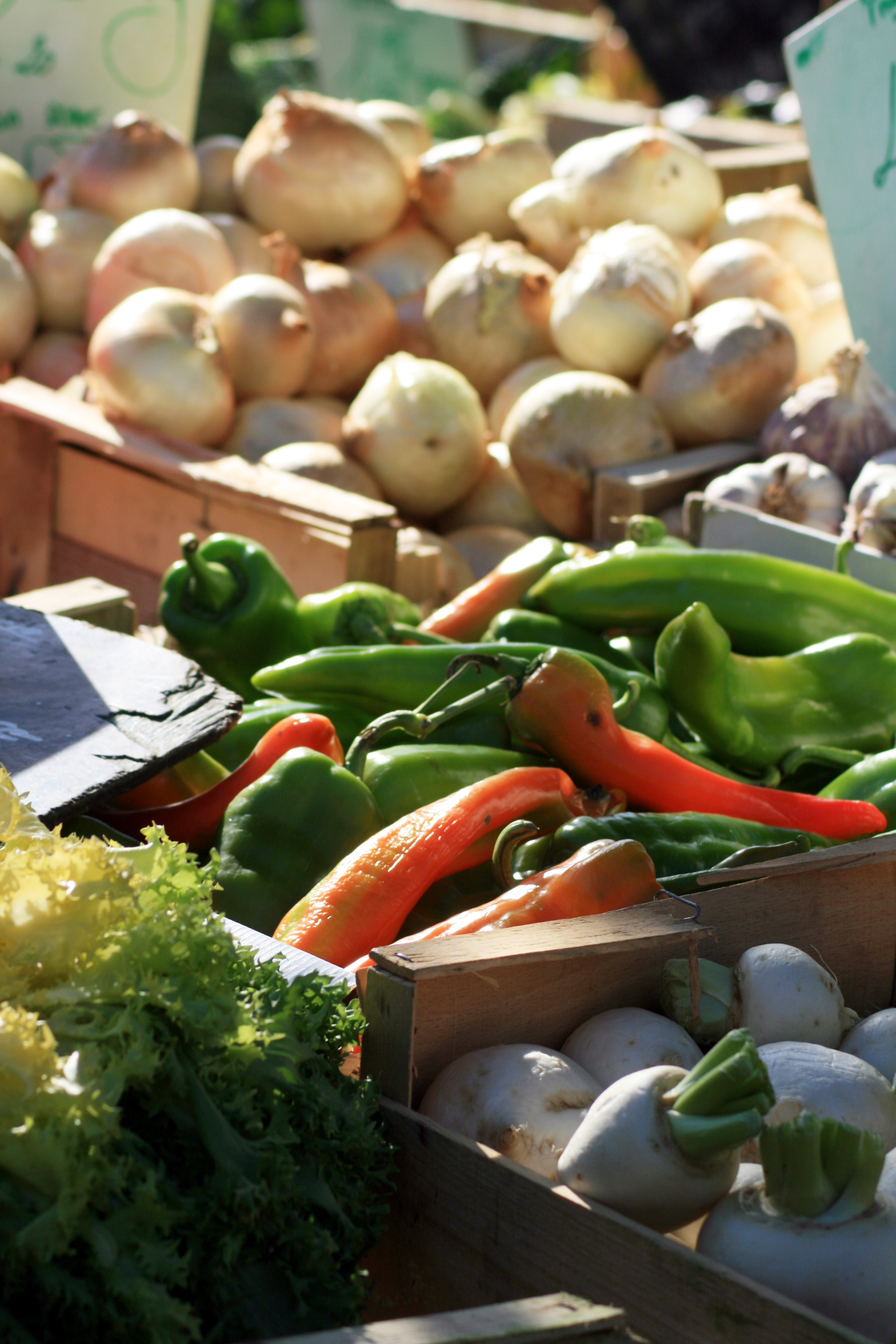
Légumes
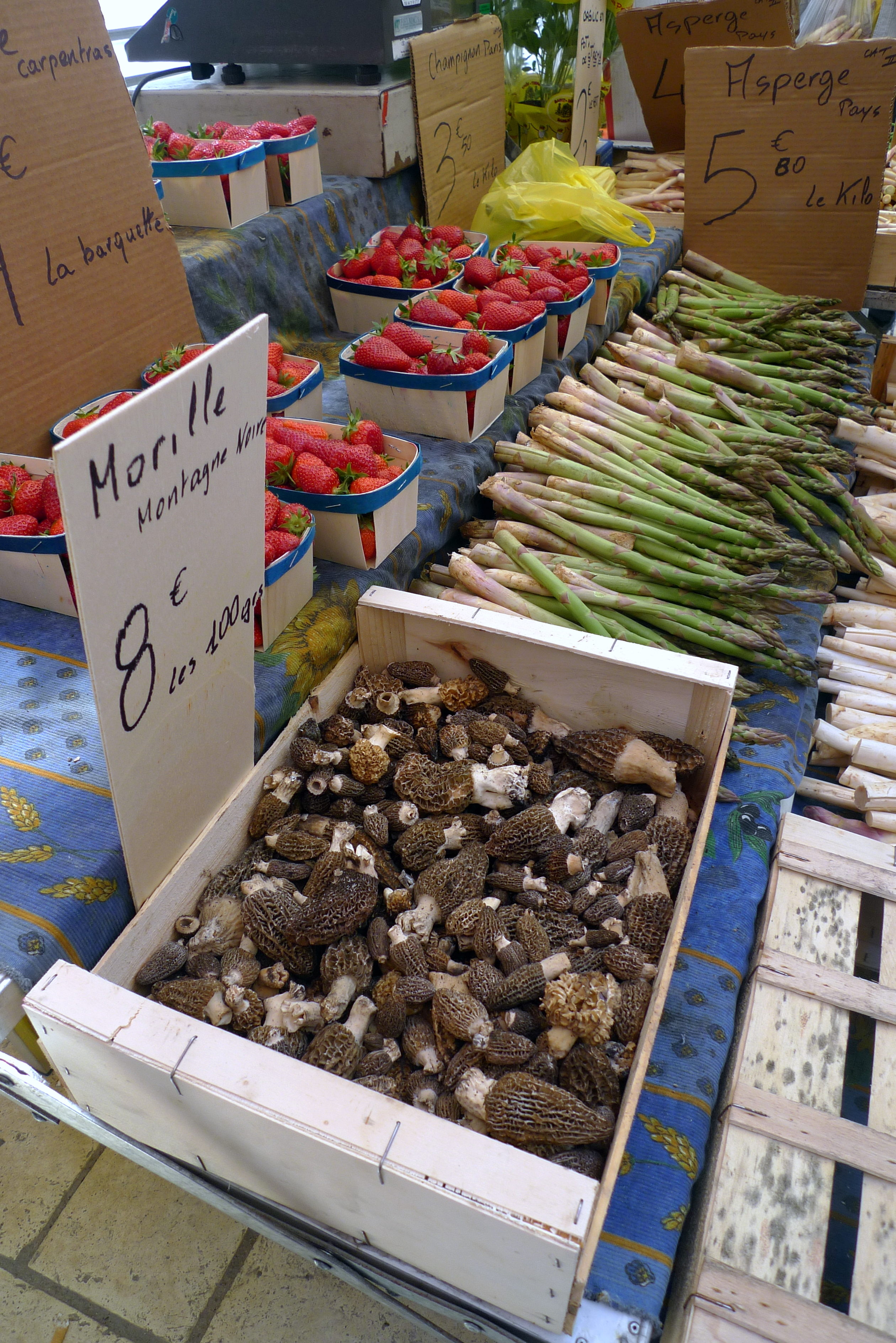
Morilles et asperges
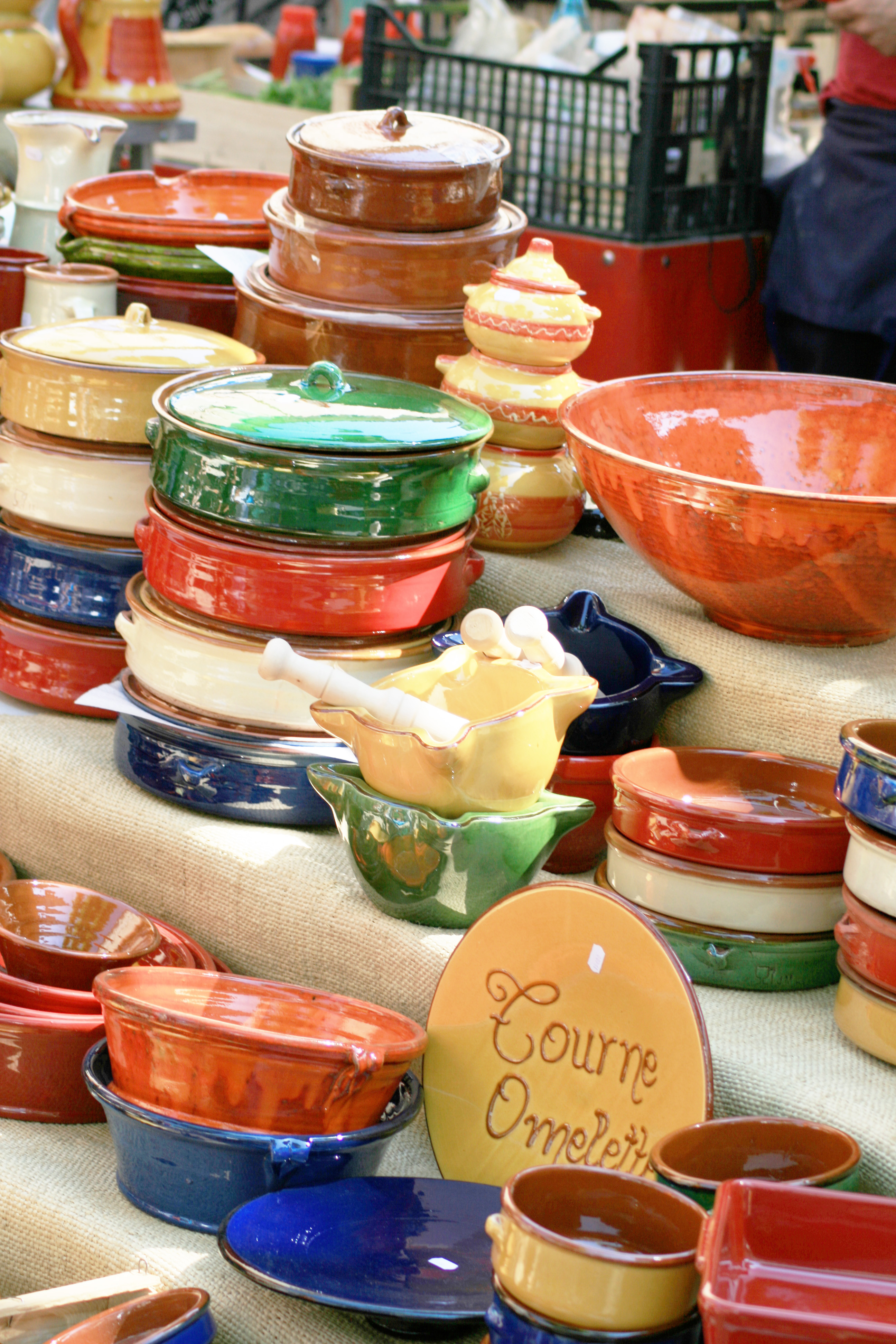
Poterie culinaire

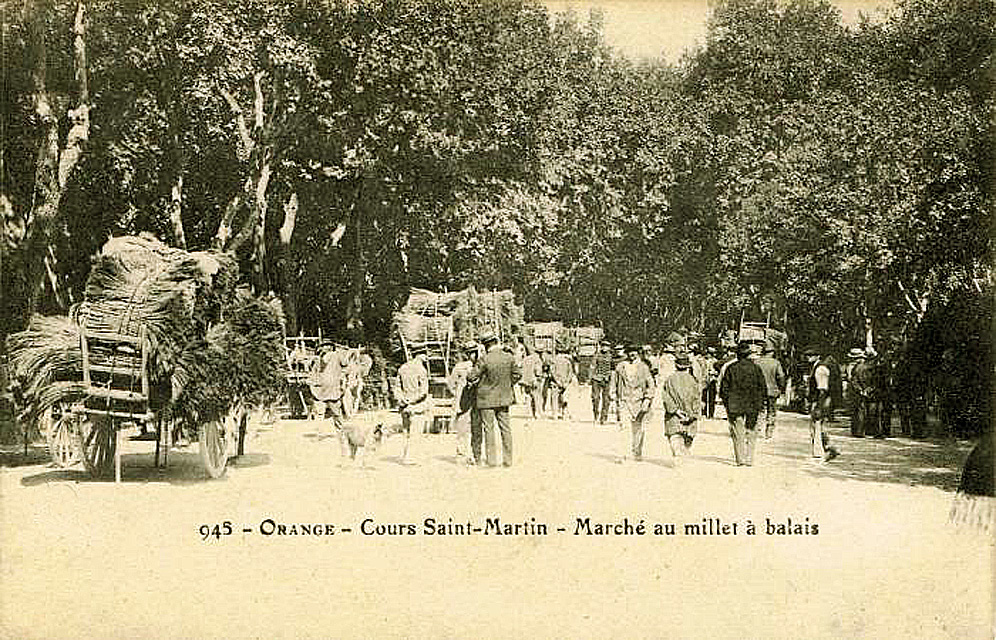
Marché au millet à balais

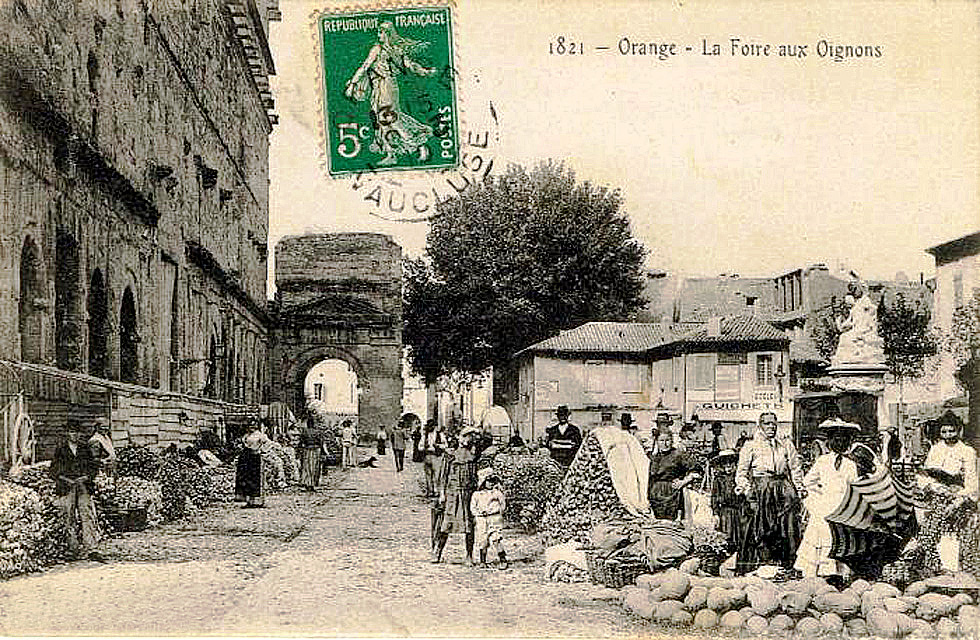
Foire aux oignons

Un des marchés les plus importants d'Orange fut celui des oignons qui se tenait le dernier jour de la Foire de la Saint-Barthélémy, le 24 août. Il perdura devant le théâtre antique jusqu’en 1933. Ce fut cette même année que fut créé un marché aux primeurs. La paille à millet, que l’on utilisait pour la confection de balais, eut également son marché. Elle était traitée dans des ateliers à Orange même mais aussi à Bédarrides et Courthézon, et les balais de paille commercialisés à Piolenc. 
Le concours des vins d'Orange, le plus important de la vallée du Rhône, a été créé en 1952 par Vincent Allessandrini, courtier en vins, sous le nom de foire aux vins d'Orange.  En 2007 cette foire a changé de dénomination pour prendre le statut de concours.

Stands et étals sur le marché d'Orange
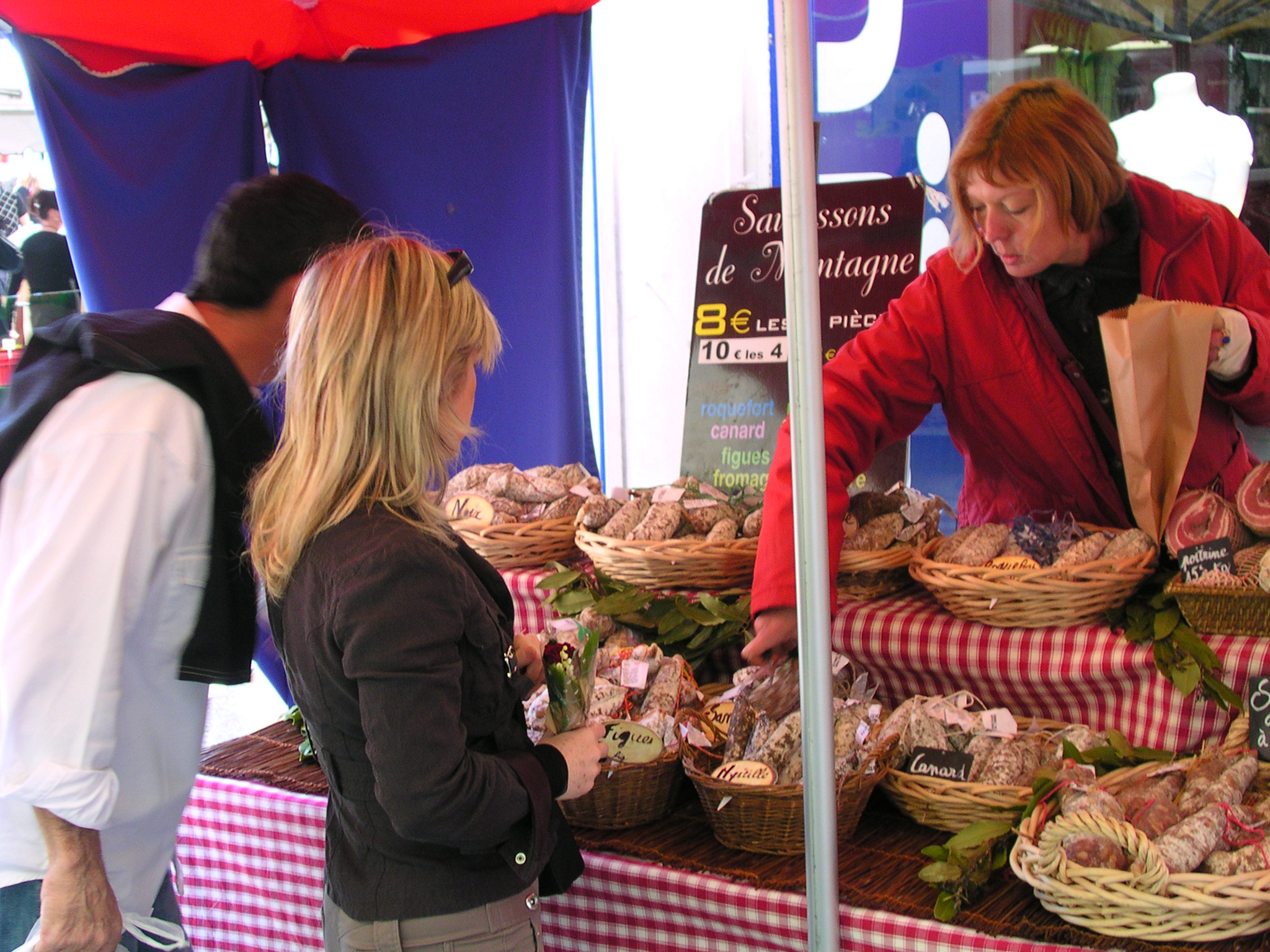
Charcuterie
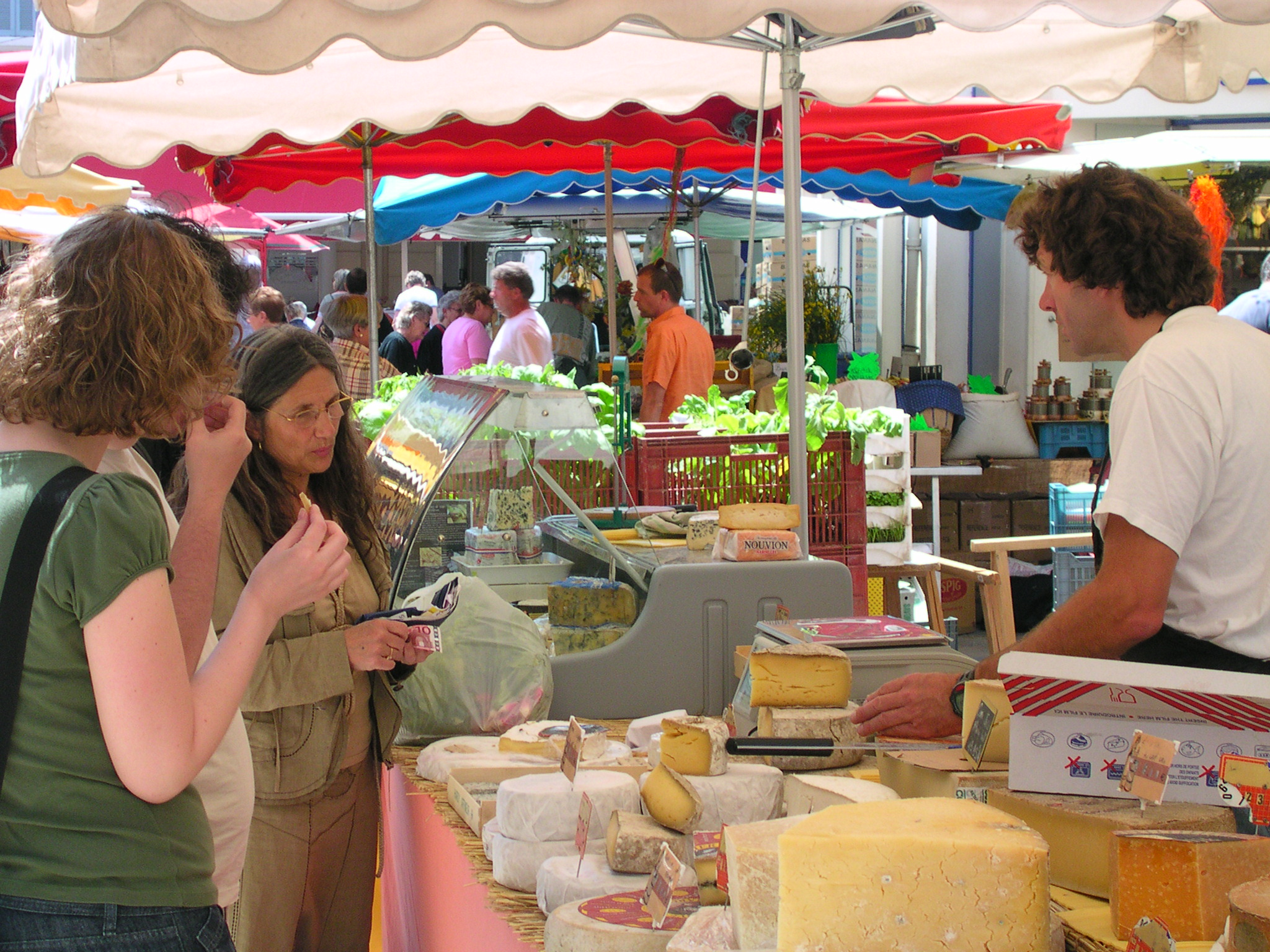
Fromagerie
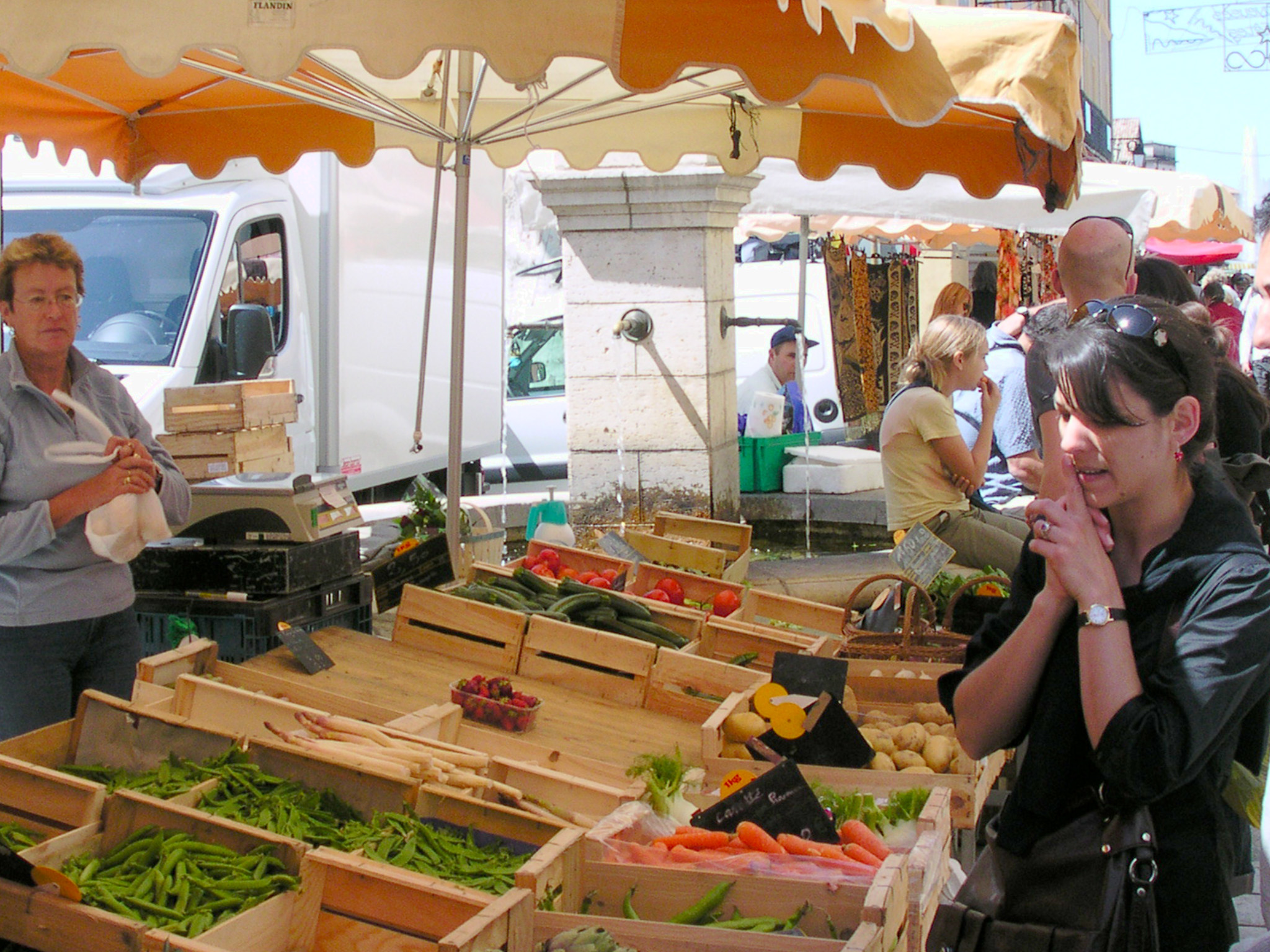
Fruits et légumes
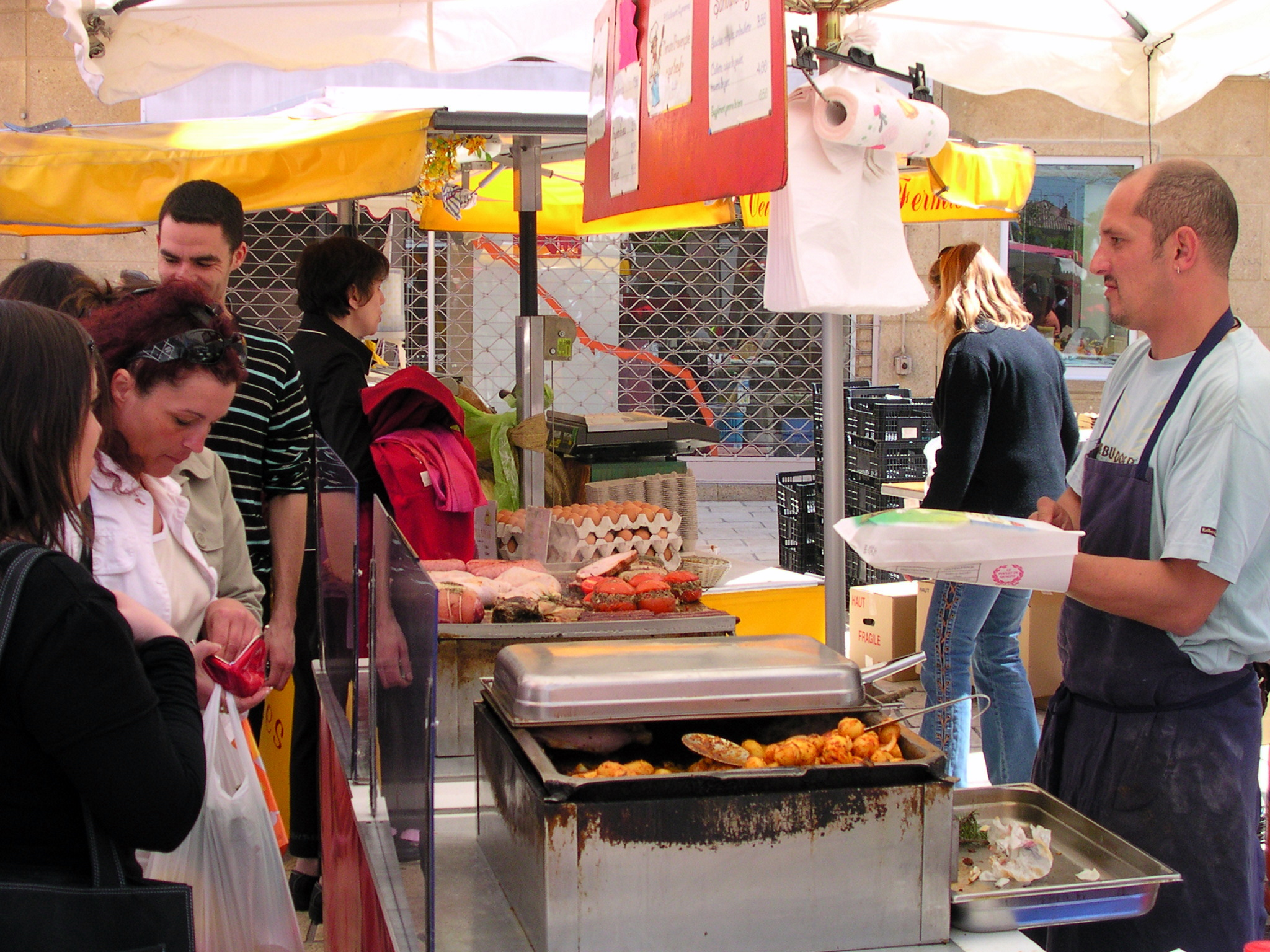
Traiteur